# Friends of Europe
Die Friends of Europe (FoE) (Les amis de l'Europe) ist ein Brüsseler Denkfabrik, die sich mit der Analyse und Diskussion von Politiken der Europäischen Union befasst. Die Vereinigung wurde 1999 gegründet und ist politisch, national und von Institutionen der EU unabhängig. Ihr Ziel ist es, neue Ideen zu kreieren und die Debatte über Europa unter Einbezug der Medien anzuregen.
In der Mitgliedschaft finden sich viele prominente Persönlichkeiten der europäischen Politik. Neben persönlichen Mitgliedern werden europäische Institutionen und Unternehmen als korporative Mitglieder ausgewiesen. Lobbypedia berichtet, dass Lobbyisten aus der Wirtschaft ein Forum geboten wird.

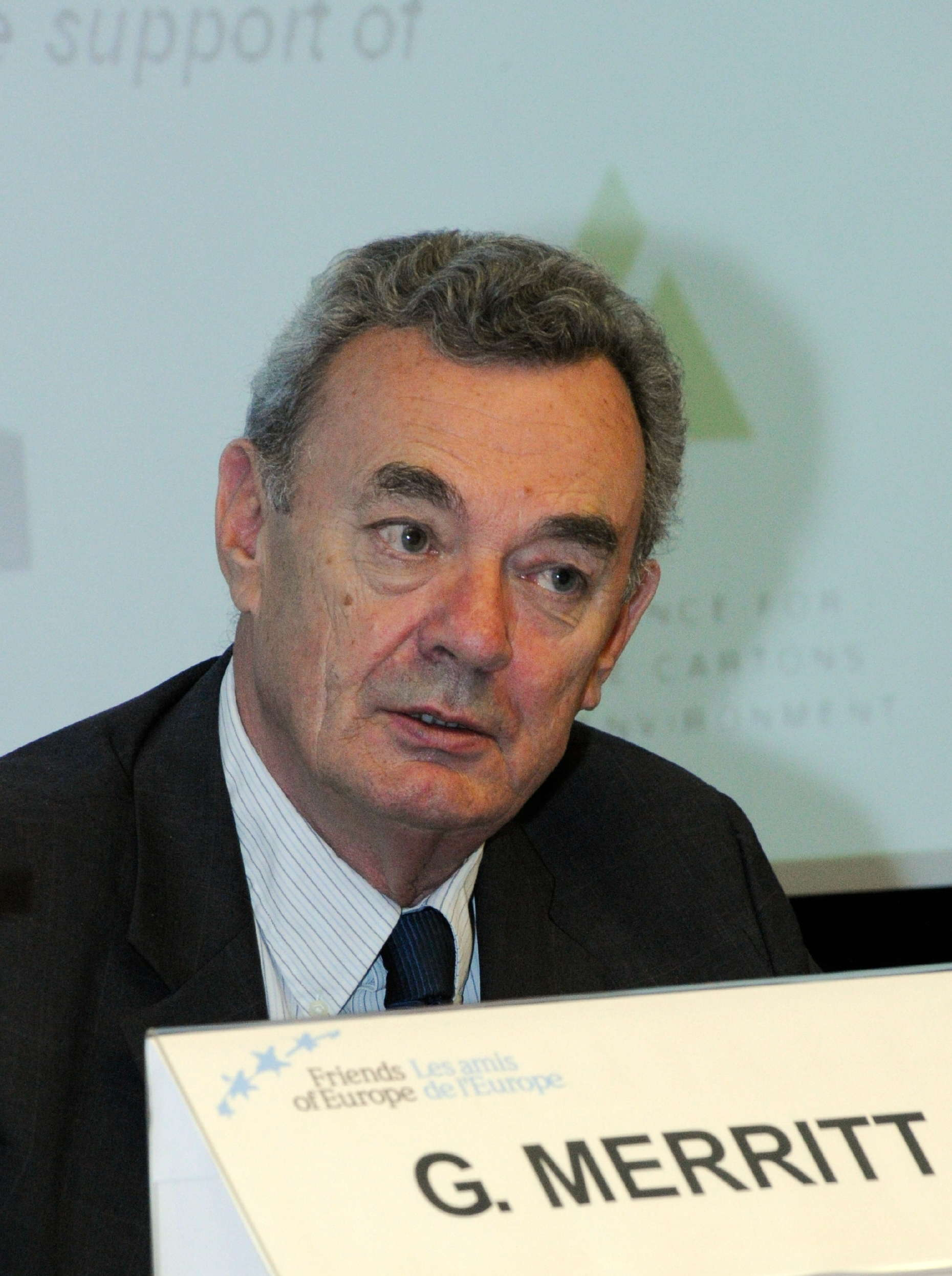
Giles Merritt, Generalsekretär der Friends of Europe, 2010

## Leitung
Präsident ist Viscount Étienne Davignon, früherer Vizepräsident der Europäischen Kommission. Dem Präsidium gehören weiter an: 
- Pat Cox, Präsident des Europäischen Parlaments von 2002 bis 2004
- Jean-Luc Dehaene, belgischer Premierminister von 1992 bis 1999
- Baron Daniel Janssen, ehem. Vorsitzender der Geschäftsführung der Firma Solvay und Mitglied im Lenkungsausschuss der Trilateralen Kommission
- Pascal Lamy, Generaldirektor der Welthandelsorganisation
- Guy Verhofstadt, ehem. belgischer Premierminister, und
- António Vitorino, ehem. portugiesischer Verteidigungsminister und EU-Kommissar für Justiz und innere Angelegenheiten.

Generalsekretär der Friends of Europe ist Giles Merritt, früherer Brüsseler Korrespondent der Financial Times.